# Lambda Arietis
Lambda Arietis (9 Arietis) é uma estrela binária na direção da constelação de Aries. Possui uma ascensão reta de 01h 57m 55.78s e uma declinação de +23° 35′ 45.9″. Sua magnitude aparente é igual a 4.79. Considerando sua distância de 133 anos-luz em relação à Terra, sua magnitude absoluta é igual a 1.73. Pertence à classe espectral F0V.